# Estadale
Estadale war ein spanisches Flächenmaß. Das Maß Estado, der Faden, bildete hier das Quadratmaß.
- 1 Estadale = 27,25 Geviertfuß = 2,876 Quadratmeter[1]

Zu den größeren Maßen wie Aranzada oder Fanega gehörten 400 beziehungsweise 500 Estadales.
- 1 Estadale = 18 Quadrat-Varas = 4 Viertel[2]